# Stiene de Vrieze
Folkerdina Stientje (Stiene) de Vrieze (Veendam, 5 mei 1915 − Lochem, 23 december 2015) was een Nederlands hoogleraar Scandinavische taal- en letterkunde.

## Biografie
De Vrieze werd geboren als dochter van Frouwke Kliphuis (1881-1978) en expediteur Jan de Vrieze (1878-1951). Ze had een zus die net als zij ongehuwd bleef. Ze behaalde in 1933 eerst de akte Lager Onderwijs, deed vervolgens staatsexamen en ging toen Duits studeren. Ze studeerde aan de Gemeente Universiteit Amsterdam en te Stockholm. Vervolgens was ze werkzaam aan de Amsterdamse Universiteitsbibliotheek, waar ze er onder andere voor zorgde dat Zweedse uitgevers exemplaren voor haar bibliotheek afstonden. Al in 1948 vertaalde ze werk uit het Zweeds, waarbij die vertaling door de auteur geautoriseerd werd. Op 12 december 1958 promoveerde zij aan de Rijksuniversiteit Utrecht op een werk over Selma Lagerlöf, waarbij zij nog ongepubliceerd materiaal van de auteur publiceerde, waaronder een vervolg op Liljecronas hem. De Vrieze onderzocht wat feit en fictie was in de autobiografische werken van de schrijfster. Per 1 september 1966 werd zij benoemd tot gewoon lector in de Scandinavische taal- en letterkunde aan de Rijksuniversiteit Leiden waar zij al werkte als docente Deens en Zweeds. Haar openbare les hield zij op 31 januari 1967. Op 20 december 1979 werd dit lectoraat omgezet in een gewoon hoogleraarschap met dezelfde leeropdracht. Per 1 september 1980 ging zij met emeritaat.
Prof. dr. F.S. de Vrieze overleed in 2015 op 100-jarige leeftijd en werd gecremeerd in Zutphen.

### Eigen werk
- Fact and fiction in the autobiographical works of Selma Lagerlöf. Assen, 1958 (dissertatie Leiden).
- Selma Lagerlöf. Inleiding over auteur en werk. Hasselt, 1961.
- Enkele figuren uit het volksgeloof in de Scandinavische literatuur. Leiden, 1967 (openbare les).

### Vertaling
- Hans Hergin, Als de nacht voorbij is. Bussum/Antwerpen, [1948].

### Inleidingen
- Selma Lagerlöf, Ingrid. Charlotte Löwensköld. Alsmede De vlucht naar Egypte. En De zweetdoek van de Heilige Veronica. Haarlem, [1961].
- Herman Bang, De raven. Novellen. Bussum, 1983.

- Nederlandse Thesaurus van Auteursnamen: 069243743
- Virtual International Authority File: 291413697